# Миронежжя
Миронежжя (рос. Миронежье) — присілок в Торжоцькому районі Тверської області Російської Федерації.
Населення становить 90 осіб. Входить до складу муніципального утворення Мирновське сільське поселення.

## Історія
Від 2005 року входить до складу муніципального утворення Мирновське сільське поселення.

## Населення
| 1996 | 2002 | 2008 | 2010 |
| ---- | ---- | ---- | ---- |
| 79   | ↗85  | ↗97  | ↘90  |